# Геррік (Південна Дакота)
Геррік (англ. Herrick) — місто (англ. town) в США, в окрузі Ґреґорі штату Південна Дакота. Населення — 74 особи (2020).

## Географія
Геррік розташований за координатами 43°6′54″ пн. ш. 99°11′18″ зх. д. / 43.11500° пн. ш. 99.18833° зх. д. (43.115017, -99.188214).  За даними Бюро перепису населення США в 2010 році місто мало площу 1,33 км², уся площа — суходіл.

## Демографія
Згідно з переписом 2010 року, у місті мешкало 105 осіб у 44 домогосподарствах у складі 30 родин. Густота населення становила 79 осіб/км².  Було 58 помешкань (43/км²).
Расовий склад населення:
| - 81,9 % — білих - 7,6 % — корінних американців - 1,0 % — осіб інших рас |

До двох чи більше рас належало 9,5 %. Частка іспаномовних становила 1,0 % від усіх жителів.
За віковим діапазоном населення розподілялося таким чином: 26,7 % — особи молодші 18 років, 53,3 % — особи у віці 18—64 років, 20,0 % — особи у віці 65 років та старші. Медіана віку мешканця становила 45,6 року. На 100 осіб жіночої статі у місті припадало 118,8 чоловіків;  на 100 жінок у віці від 18 років та старших — 120,0 чоловіків також старших 18 років.
Середній дохід на одне домашнє господарство  становив 45 154 долари США (медіана — 37 000), а середній дохід на одну сім'ю — 49 258 доларів (медіана — 43 750). За межею бідності перебувало 39,5 % осіб, у тому числі 93,1 % дітей у віці до 18 років та 20,0 % осіб у віці 65 років та старших.
Цивільне працевлаштоване населення становило 56 осіб. Основні галузі зайнятості: освіта, охорона здоров'я та соціальна допомога — 35,7 %, роздрібна торгівля — 19,6 %, будівництво — 14,3 %.